# 施顏祥
施顏祥（1950年3月24日—），雙姓施顏，台灣台中市人，中華民國政治人物，前任經濟部部長。
施顏祥係國立台灣大學化學系學士、美國麻省理工學院博士，1986年起加入經濟部，歷任科技顧問室（現技術處）顧問、副主任、主任、經濟部技監、中小企業處處長、台灣省菸酒公賣局（現台灣菸酒公司）局長、工業局局長等職。2002年，施顏祥任經濟部常務次長、2006年任政務次長，2008年回任常次；擁有多年經濟部公職資歷。2009年3月甫任台灣中油公司董事長，半年後即擔任行政院院長吳敦義及陳冲任內的經濟部長，直到2013年2月17日卸任，任期三年半，經濟部長一職由中華航空董事長張家祝接任；之後擔任財團法人中興工程師顧問社董事長、財團法人商業發展研究院榮譽顧問、兩岸企業家高峰會能源石化裝備小組召集人，並任職中原大學講座教授。

## 外部連結
| 中華民國政府職務 | 中華民國政府職務                                                        | 中華民國政府職務 |
| ---------------- | ----------------------------------------------------------------------- | ---------------- |
| 行政院           |                                                                         |                  |
| 前任： 尹啟銘    | 經濟部部長 第二十九任 （由工商部開始起算） 2009年9月10日－2013年2月18日 | 繼任： 張家祝    |